# Augustowo (województwo warmińsko-mazurskie)
Augustowo – osada w Polsce położona w województwie warmińsko-mazurskim, w powiecie szczycieńskim, w gminie Dźwierzuty. Miejscowość wchodzi w skład sołectwa Gisiel.
W latach 1975–1998 miejscowość administracyjnie należała do województwa olsztyńskiego.